# 帕夫努爱
帕夫努爱（Pahuanui）波利尼西亚神话中的海怪，传说住在大溪地的海洋深处，有时会袭击船员，名字为“开创天空的伟大人物”之意。